# 望 (东瓯王)
望（?—?），驺姓，又稱雒望、駱望，西汉初年东瓯国的最后一代国王，騶搖的后裔。
汉武帝建元三年（前138年）闽越王郢出兵包围东瓯都城，东瓯粮绝，向汉朝求救。汉武帝派中大夫严助从会稽发兵，从水路援救，协助驺望击退了闽越军队。驺望害怕迫闽越反击，请求汉朝将东瓯举国迁徙到中原，汉武帝准许，命驺望率领族属军队四万多人北上，并被汉武帝封为广武侯。东瓯人被安置在江淮流域的庐江郡。

## 影視形象

### 電視劇
| 演員 | 年份   | 影視作品     |
| 赵刚 | 2005年 | 《汉武大帝》 |